# Erik Persson
Erik Persson (Kungsbacka, 12 januari 1994) is een Zweedse zwemmer. Hij vertegenwoordigde zijn vaderland op de Olympische Zomerspelen 2016 in Rio de Janeiro en op de Olympische Zomerspelen 2020 in Tokio.

## Carrière
Bij zijn internationale debuut, op de Europese kampioenschappen kortebaanzwemmen 2013 in Herning, werd Persson uitgeschakeld in de series van zowel de 200 meter schoolslag als de 200 meter wisselslag.
Op de Europese kampioenschappen zwemmen 2014 in Berlijn strandde hij in de halve finales van de 200 meter schoolslag en in de series van de 100 meter schoolslag, op de 4×100 meter wisselslag werd hij samen met Mattias Carlsson, Simon Sjödin en Christoffer Carlsen uitgeschakeld in de series.
Tijdens de wereldkampioenschappen zwemmen 2015 in Kazan strandde de Zweed in de halve finales van de 200 meter schoolslag en in de series van de 100 meter schoolslag. In Netanja nam Persson deel aan de Europese kampioenschappen kortebaanzwemmen 2015. Op dit toernooi eindigde hij als vijfde op de 200 meter schoolslag, op de 100 meter schoolslag werd hij uitgeschakeld in de halve finales.
Op de Europese kampioenschappen zwemmen 2016 in Londen eindigde hij als vierde op de 200 meter schoolslag, daarnaast strandde hij in de series van de 100 meter schoolslag. Tijdens de Olympische Zomerspelen van 2016 in Rio de Janeiro werd de Zweed uitgeschakeld in de halve finales van de 200 meter schoolslag en in de series van de 100 meter schoolslag. In Windsor nam Persson deel aan de wereldkampioenschappen kortebaanzwemmen 2016. Op dit toernooi eindigde hij als zesde op de 200 meter schoolslag, op de 100 meter schoolslag strandde hij in de series. Samen met Simon Sjödin, Jesper Björk en Christoffer Carlsen werd hij uitgeschakeld in de series van de 4×100 meter wisselslag.
Op de wereldkampioenschappen zwemmen 2017 in Boedapest strandde hij in de halve finales van de 200 meter schoolslag en in de series van de 100 meter schoolslag. Tijdens de Europese kampioenschappen kortebaanzwemmen 2017 in Kopenhagen eindigde de Zweed als vijfde op de 200 meter schoolslag, daarnaast werd hij uitgeschakeld in de halve finales van de 100 meter schoolslag. Op de 4×50 meter wisselslag strandde hij samen met Björn Seeliger, Jonathan Kling en Melker Selin in de series.
In Glasgow nam Persson deel aan de Europese kampioenschappen zwemmen 2018. Op dit toernooi eindigde hij als achtste op de 200 meter schoolslag, op de 100 meter schoolslag werd hij uitgeschakeld in de halve finales. Samen met Gustav Hökfelt, Simon Sjödin en Christoffer Carlsen eindigde hij als achtste op de 4×100 meter wisselslag. Op de wereldkampioenschappen kortebaanzwemmen 2018 in Hangzhou eindigde hij als achtste op de 200 meter schoolslag, daarnaast strandde hij in de series van de 100 meter schoolslag.
Tijdens de wereldkampioenschappen zwemmen 2019 in Gwangju eindigde de Zweed als achtste op de 200 meter schoolslag, op de 100 meter schoolslag werd hij uitgeschakeld in de series. In Glasgow nam Persson deel aan de Europese kampioenschappen kortebaanzwemmen 2019. Op dit toernooi veroverde hij de zilveren medaille op de 200 meter schoolslag, daarnaast werd hij uitgeschakeld in de halve finales van de 100 meter schoolslag. Op de 4×50 meter wisselslag strandde hij samen met Gustav Hökfelt, Christoffer Carlsen en Björn Seeliger in de series.
Op de Europese kampioenschappen zwemmen 2020 in Boedapest behaalde hij bronzen medaille op de 200 meter schoolslag, op de 100 meter schoolslag werd hij uitgeschakeld in de halve finales. Samen met Gustav Hökfelt, Simon Sjödin en Isak Eliasson strandde hij in de series van de 4×100 meter wisselslag. Tijdens Olympisch Zomerspelen van 2020 in Tokio eindigde de Zweed als achtste op de 200 meter schoolslag. In Kazan nam Persson deel aan de Europese kampioenschappen kortebaanzwemmen 2021. Op dit toernooi eindigde hij als vierde op de 200 meter schoolslag en werd hij uitgeschakeld in de halve finales van de 100 meter schoolslag, op de 4×50 meter wisselslag eindigde hij samen met Gustav Hökfelt, Oskar Hoff en Isak Eliasson op de vierde plaats. Op de wereldkampioenschappen kortebaanzwemmen 2021 in Abu Dhabi eindigde hij als vierde op de 200 meter schoolslag, daarnaast strandde hij in de halve finales van de 100 meter schoolslag.
Tijdens de wereldkampioenschappen zwemmen 2022 in Boedapest sleepte de Zweed, ex aequo met de Japanner Yu Hanaguruma, de zilveren medaille in de wacht op de 200 meter schoolslag, op de 100 meter schoolslag werd hij uitgeschakeld in de halve finales.

## Internationale toernooien
| Jaar | Olympische Spelen                         | WK langebaan                              | WK kortebaan                                                | EK langebaan                                                  | EK kortebaan                                                 |
| ---- | ----------------------------------------- | ----------------------------------------- | ----------------------------------------------------------- | ------------------------------------------------------------- | ------------------------------------------------------------ |
| 2013 |                                           | geen deelname                             |                                                             |                                                               | 20e 200m schoolslag 21e 200m wisselslag                      |
| 2014 |                                           |                                           | geen deelname                                               | 25e 100m schoolslag 12e 200m schoolslag 12e 4×100m wisselslag |                                                              |
| 2015 |                                           | 32e 100m schoolslag 14e 200m schoolslag   |                                                             |                                                               | 16e 100m schoolslag 5e 200m schoolslag                       |
| 2016 | 32e 100m schoolslag 11e 200m schoolslag   |                                           | 22e 100m schoolslag 6e 200m schoolslag 9e 4×100m wisselslag | 20e 100m schoolslag 4e 200m schoolslag                        |                                                              |
| 2017 |                                           | 18e 100m schoolslag 10e 200m schoolslag   |                                                             |                                                               | 12e 100m schoolslag 5e 200m schoolslag 14e 4×50m wisselslag  |
| 2018 |                                           |                                           | 19e 100m schoolslag 8e 200m schoolslag                      | 14e 100m schoolslag 8e 200m schoolslag 8e 4×100m wisselslag   |                                                              |
| 2019 |                                           | 26e 100m schoolslag 8e 200m schoolslag    |                                                             |                                                               | 14e 100m schoolslag · 200m schoolslag · 12e 4×50m wisselslag |
| 2020 | Geen toernooien vanwege de coronapandemie | Geen toernooien vanwege de coronapandemie | Geen toernooien vanwege de coronapandemie                   | Geen toernooien vanwege de coronapandemie                     | Geen toernooien vanwege de coronapandemie                    |
| 2021 | 8e 200m schoolslag                        |                                           | 15e 100m schoolslag 4e 200m schoolslag                      | 16e 100m schoolslag · 200m schoolslag · 11e 4×100m wisselslag | 12e 100m schoolslag 4e 200m schoolslag 4e 4×50m wisselslag   |
| 2022 |                                           | 15e 100m schoolslag · 200m schoolslag     | 13-18 december                                              | geen deelname                                                 |                                                              |

## Persoonlijke records
Bijgewerkt tot en met 6 november 2021
Kortebaan
| Afstand         | Tijd    | Datum           | Plaats    |
| --------------- | ------- | --------------- | --------- |
| 50m schoolslag  | 26,88   | 1 november 2020 | Boedapest |
| 100m schoolslag | 57,51   | 3 november 2021 | Kazan     |
| 200m schoolslag | 2.02,18 | 6 november 2021 | Kazan     |

Langebaan
| Afstand         | Tijd    | Datum           | Plaats    |
| --------------- | ------- | --------------- | --------- |
| 50m schoolslag  | 28,24   | 26 januari 2019 | Malmö     |
| 100m schoolslag | 1.00,08 | 23 juli 2017    | Boedapest |
| 200m schoolslag | 2.07,66 | 20 mei 2021     | Boedapest |